# Il diritto di morire
Il diritto di morire (titolo originale A Right to Die) è il ventisettesimo romanzo giallo di Rex Stout con Nero Wolfe protagonista.

## Trama
Nero Wolfe si trova costretto a pagare un vecchio debito di riconoscenza nei confronti di Paul Whipple, che anni prima lo aveva aiutato nelle indagini narrate in Alta cucina. Whipple è ora professore universitario a New York e chiede a Wolfe di dissuadere suo figlio Dunbar, che come il padre è ovviamente nero, dal matrimonio con Susan Brooke, bianca. Egli è preoccupato dai problemi che una coppia interrazziale potrebbe avere nella stagione calda, negli anni sessanta, della lotta per i diritti civili. Wolfe accetta, ma solamente per saldare il suo debito. Prima però che arrivi a qualche risultato, Susan viene ritrovata assassinata e l'investigatore deve indagare per evitare al giovane Dunbar di essere incriminato. Dopo Susan un'altra persona verrà uccisa prima che Wolfe trovi il bandolo della matassa.

### Personaggi principali
- Nero Wolfe: investigatore privato
- Archie Goodwin: suo assistente
- Paul Whipple: professore universitario
- Dunbar Whipple: figlio di Paul
- Susan Brooke: fidanzata di Dunbar
- Kenneth Brooke: fratello di Susan
- Dolly Brooke: cognata di Susan
- Peter Vaughn: venditore di automobili
- Harold Oster, Thomas Henchy, Adam Ewing, Rae Kallman, Beth Tiger, Maud Jordan, Cass Faison: del comitato per i Diritti Civili
- Cramer: ispettore della Squadra Omicidi

## Edizioni
- Rex Stout, Il diritto di morire, traduzione di Laura Grimaldi, BEAT, 2017, ISBN 978-88-6559-041-6.

- Rex Stout, Il diritto di morire, collana I Classici del Giallo (n. 412), traduzione di Laura Grimaldi, Arnoldo Mondadori Editore, 1982.

- Rex Stout, Il diritto di morire, collana Il Giallo Mondadori (n. 892), Arnoldo Mondadori Editore, 1966.